# Strâmtura (okręg Suczawa)
Strâmtura – wieś w Rumunii, w okręgu Suczawa, w gminie Vama. W 2011 roku liczyła 1253 mieszkańców. 